# Chrám Povýšení svatého Kříže (Kaliningrad)

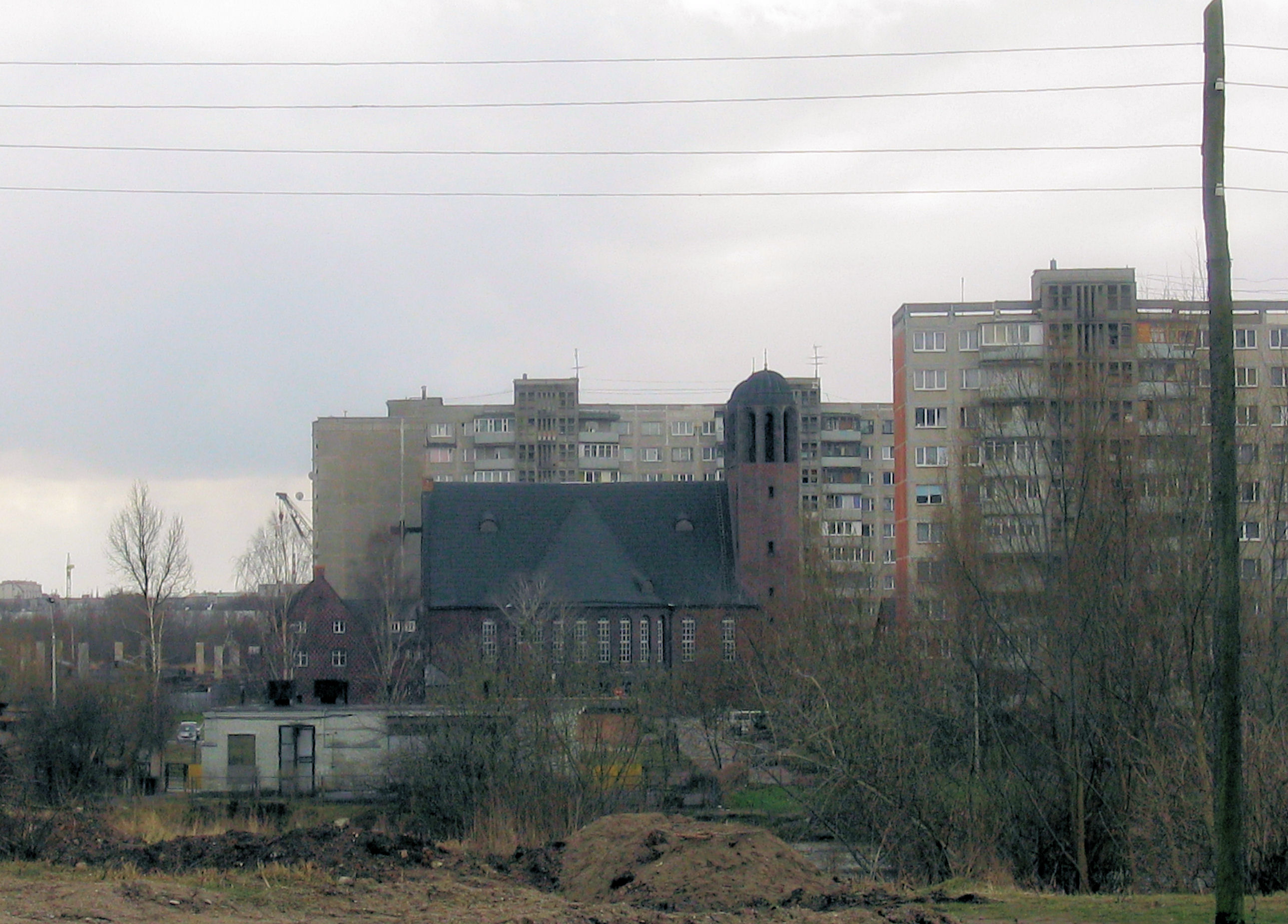
Chrám sv. Kříže

Chrám Povýšení svatého Kříže (rusky Крестовоздвиженский собор, německy Kreuzkirche, polsky Sobór Podwyższenia Krzyża Świętego) je pravoslavný chrám v ruském městě Kaliningrad v bývalé čtvrti Lomse (dnes Ulice generála Pavlova). Do roku 1945 sloužil jako kostel německých evangelíků.

## Historie
Chrám byl zbudován podle plánů architekta Arthura Kicktona v letech 1930 až 1933 jako evangelický kostel sv. Kříže. Návrh následoval vzory moderní architektury 20. století. Mezi jeho dvěma mohutnými věžemi se nachází vzácný kříž z majoliky z Kadyny. Chrám utrpěl v roce 1945 menší škody než jiné kostel ve městě. Po odsunu Němců byl zavřen a využíván jako garáže a továrna na rybářské potřeby. Postupně chátral a byl devastován.
Po roce 1989 byl předán Ruské pravoslavné církvi. Ta iniciovala jeho rozsáhlou rekonstrukci a přizpůsobení liturgickým potřebám pravoslavné církve. V roce 2000 v něm byl instalován jantarový ikonostas.